# Comunicaciones de mercadotecnia

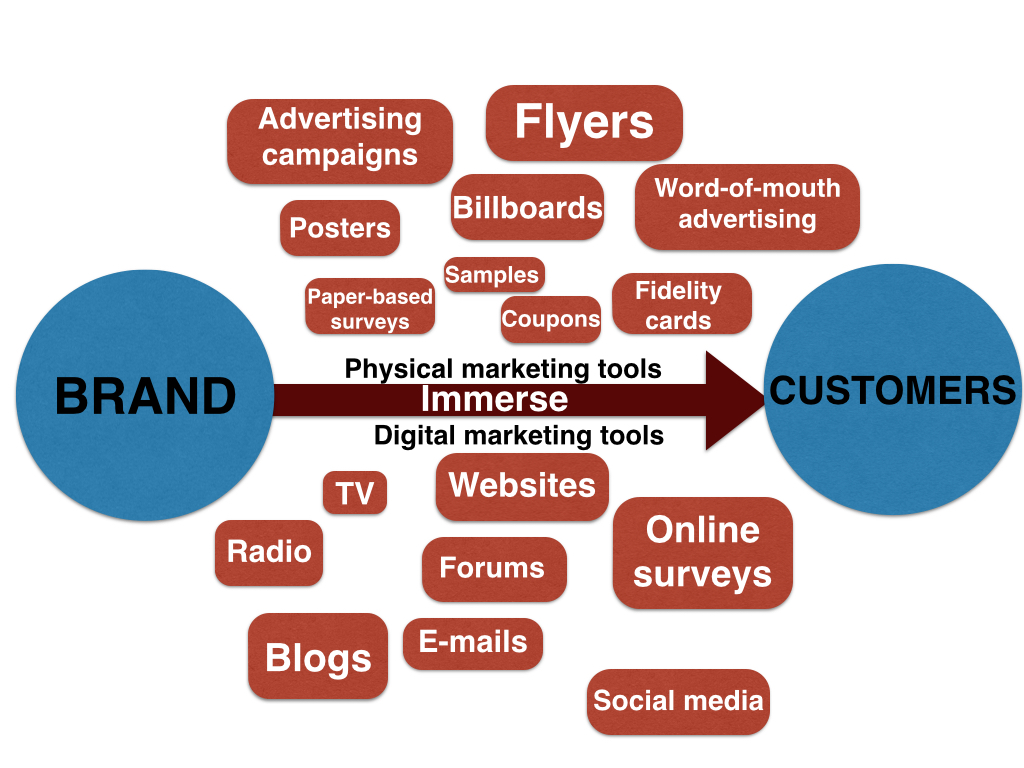
La palabra "BRAND" en el círculo azul sugiere que la marca es el núcleo alrededor del cual giran múltiples factores y relaciones en el marketing.

stigación de actividades tales como la mercadotecnia directa, la publicidad, la promoción de ventas, las relaciones públicas y la prensa.
Está genéricamente aceptado por los prácticos de la industria que las comunicaciones integradas de mercadotecnia son el objetivo ideal de la mayoría de las organizaciones.
En el Reino Unido, las universidades de Birmingham, Bournemouth y Middlesex ofrecen cursos especializados en comunicaciones de mercadotecnia en los niveles de pregrado y postgrado.